# ضربه (فیلم ۲۰۲۰)
ضربه (به هندی: Chhapaak) یا صدای پاشیدن اسید فیلمی محصول سال ۲۰۲۰ و به کارگردانی میگنا گلزار است. در این فیلم بازیگرانی همچون دیپیکا پادوکونه، ویکرانت مسی، آناند تیواری، پایال نایر، آنجانا ام کاشیاپ، پالاوی باترا و سانی گیل ایفای نقش کرده‌اند.